# Kalatówki-Berghotel
Das Kalatówki-Berghotel (polnisch Hotel górski PTTK Kalatówki) liegt auf einer Höhe von 1198 m n.p.m. in Polen in der Westtatra im Tal Dolina Kondratowa auf der Alm Kalatówki. Das Berghotel ist mit 86 Planbetten das einzige Hotel in der polnischen Tatra auf dem Gebiet des Nationalparks. Das Gebiet gehört zur Gemeinde Zakopane.

## Geschichte
Das Berghotel wurde 1938 von der Tatra-Ski-Gesellschaft auf einer Gletschermoräne im Rahmen der Alpinen Skiweltmeisterschaften 1939 errichtet. Zum Berghotel führt der mit Kopfsteinen gepflasterte Weg Bruder-Albert-Weg. Am Hotel sind zwei Skilifte im Skigebiet Kalatówki tätig. Seit 1954 liegt die Hütte im Tatra-Nationalpark. Sie steht im Eigentum des PTTK.

## Zugänge
Die Hütte ist u. a. zu erreichen:

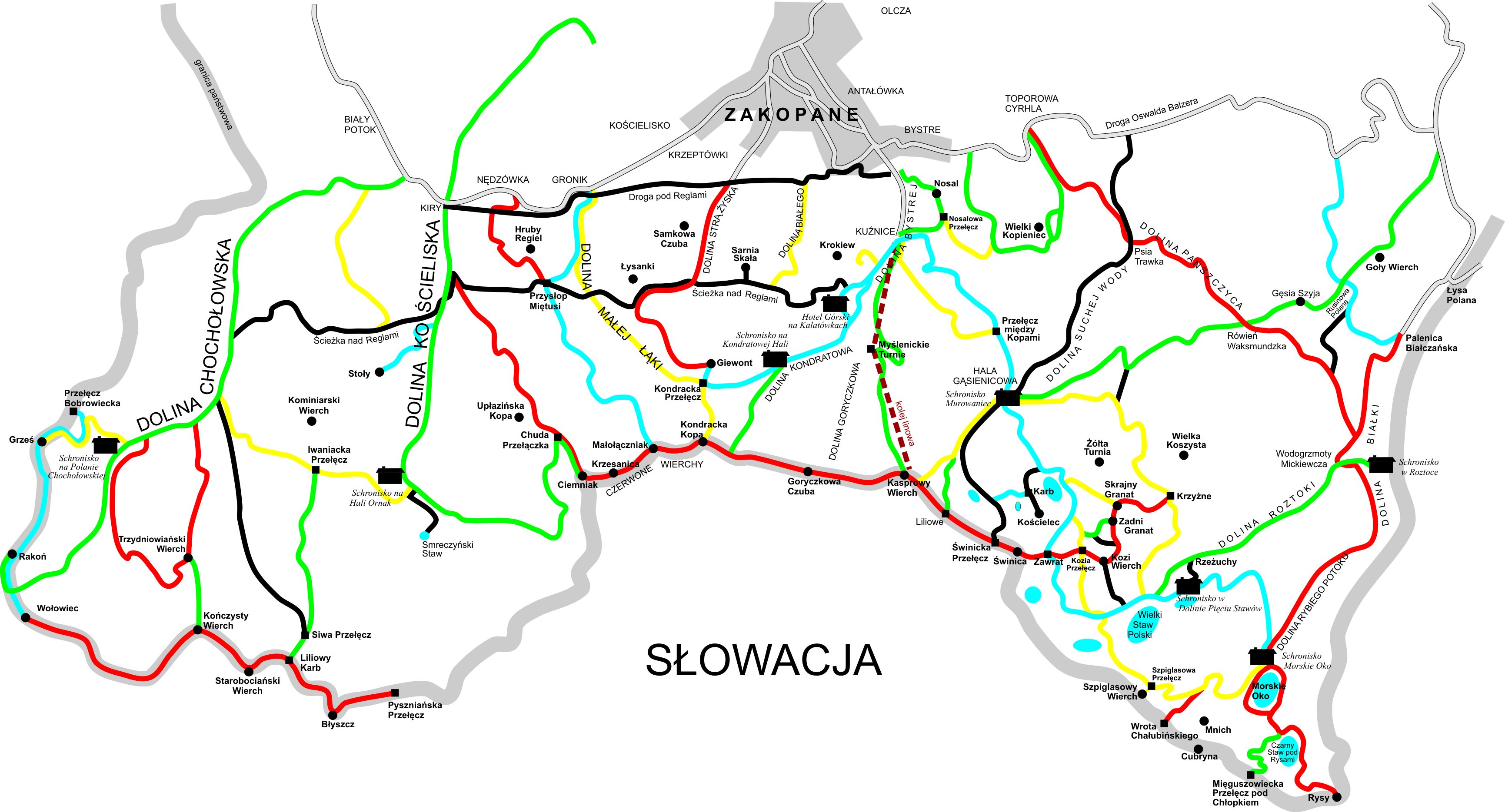
Wanderwege in der polnischen Tatra, die Berghütte ist mittig zu sehen

- ▬ von dem Zakopaner Stadtteil Kuźnice über einen blau markierten Wanderweg
- ▬ von dem Gipfel Giewont über den Bergpass Kondracka Przełęcz über einen blau markierten Wanderweg
- ▬ Ścieżka nad Reglami von dem Bergpass Czerwona Przełęcz
- ▬ Ścieżka nad Reglami von dem Tal Dolina Białego auf den Gipfel Sarnia Skała

## Übergänge

Lage der Berghütten im Tatra-Nationalpark

- ▬ Zur Kondratowa-Hütte über einen blau markierten Wanderweg
- ▬ ▬ ▬ ▬ Zur Ornak-Hütte über einen blau, gelb, rot und grün markierten Wanderweg
- Über den Zakopaner Stadtteil Kuźnice bzw. den Gipfel Kasprowy Wierch ist auch die Murowaniec-Hütte an der Grenze zur Hohen Tatra erreichbar.

## Touren

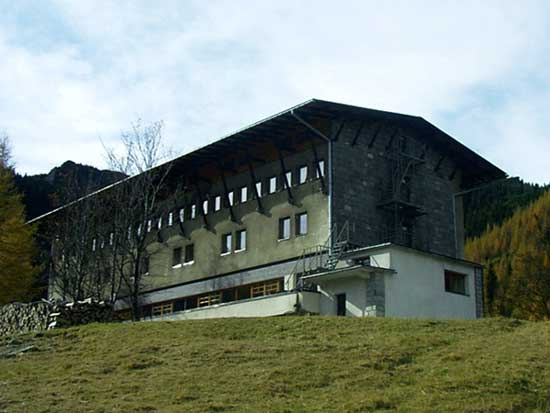
Zugang im Herbst

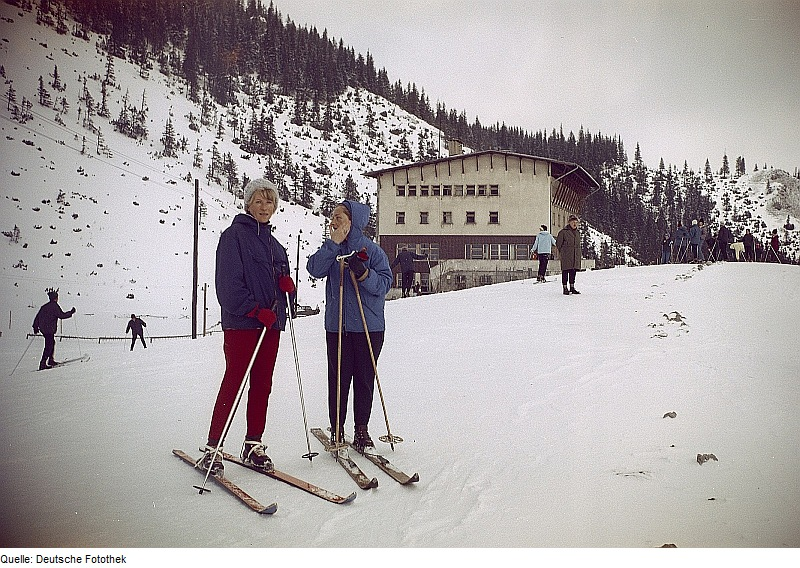
Skifahrer 1967

### Gipfelbesteigungen
Gipfel in der näheren Umgebung der Hütte sind:
- Kalacka Kopa (1592 m)
- Łysanki (1445 m)
- Kalacka Turnia (1385 m)
- Krokiew (1378 m)
- Sarnia Skała (1377 m)
- Myślenickie Turnie (1354 m)
- Nieborak (1213 m)
- Boczań (1208 m)
- Igła (1207 m)
- Nosal (1206 m)
- Samkowa Czuba (1189 m)
- Kopa nad Białym (1034 m)

### Bergpässe
- Czerwona Przełęcz (1301 m)